# ОШ „Љутица Богдан” Калиновик
ОШ „Љутица Богдан” једна је од основних школа у Калиновику. Налази се у улици Српских добровољаца бб. Име је добила по Љутици Богдану, српском феудалном властелину, господару града Драме и епском јунаку из 14. века.

## Историјат
Основна школа у Калиновику је основана 1887. године. Настава се изводила само за ученике од првог до четвртог разреда којих је било око сто. Почетком Првог светског рата школа је прекинула рад са којим је наставила 1916. године. Следеће године школа поново престаје са радом због појаве шпанске грознице. Између два светска рата школа ради под називом Народна основна школа „Љутица Богдан”. Почетком Другог светског рата школа престаје са радом до 1945—46. године када почиње њен интензиван развој, а школске 1952—53. године прераста у пуну основну осмогодишњу школу. Школске 1963—64. године рад школе се наставља у новој функционалној згради, опремљеној потребним наставним средствима, обезбеђује се сталан стручни кадар и отвара се велики број подручних четвороразредних и осморазредних школа. У то време је школа носила назив Основна школа „Миладин Радојевић”, а од 1992—93. Основна школа „Љутица Богдан”.
Школа данас располаже са 1324 m² учионичког простора и скоро 3000 m² затвореног школског простора. Поред класичних учионица садржи и специјализоване кабинете: лабораторију за учење страних језика, музички кабинет, кабинет са аудио–визуелним средствима, радионицу за техничко образовање, кабинет за информатику, специјализовану учионицу за први разред, простор за предшколско образовање, библиотеку са преко 13.000 књига, фискултурну салу и спортске терене У школи је запослено 28 радника, броји 136 ученика сврстаних у одељења од првог до деветог разреда. Међу ученицима који су похађали ову школе су Петар Мандић, Рајко Петров Ного, Ђорђо Сладоје и други.